# 陸上交通庁

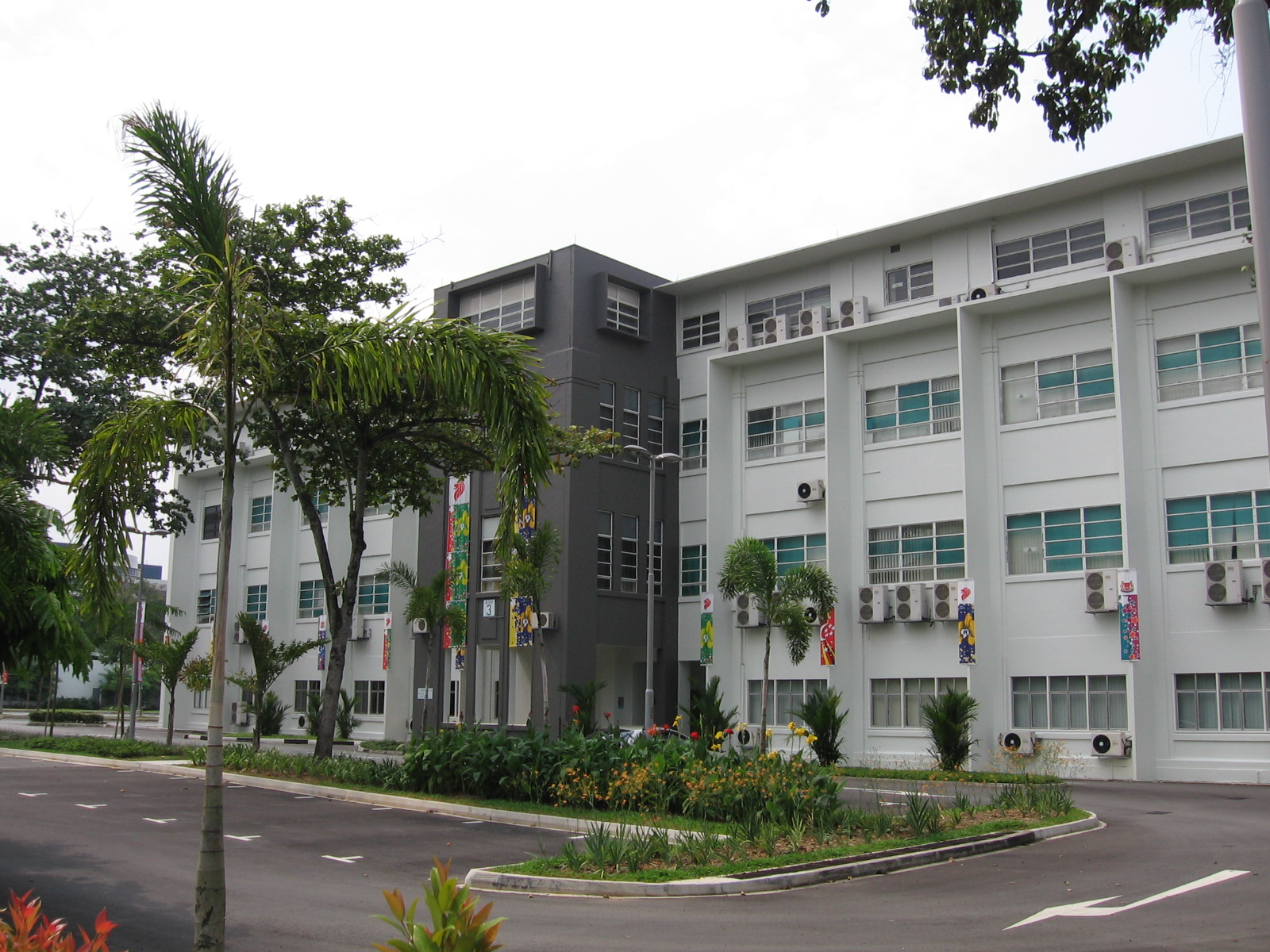
陸上交通庁本部

陸上交通庁（LTA:Land Transport Authority）はシンガポールの交通関係行政機関。1995年9月1日に運輸通信省陸上交通局（The Land Transport Division）、自動車登録局（Registry of Vehicles）、大量高速度交通公団（MRT）および国家開発省の付属機関の公共事業局の道路輸送局（Roads and Transportation Division）を統合して新設された。